# Gerald William Abrams
Gerald William Abrams (1939) és productor televisiu als Estats Units i pare de J. J. Abrams. Després de graduar-se a la Universitat Estatal de Penn, Abrams va començar a treballar en la televisió el 1956 amb WCBS TV com a executiu de comptes. En el 1971 va ser nomenat Gerent General de Ventes de KCBS, una propietat de la CBS a Los Angeles (Califòrnia). Dos anys més tard, Gerald Abrams va entrar a treballar a la Jozak Company com a vicepresident del departament creatiu, on va produir la sèrie guanyadora del premi Emmy, The Deflection of Simas Kudirka (1878). En el mateix any va formar la seva pròpia companyia, Cypress Point Produccions, amb la qual va produir obres com Flesh and Blood (1979) i Hearts of Fire (1987). Tot i que ha estat nominat pels premis Emmy en una desena d'ocasions, Abrams només va aconseguir aquest guardó una vegada, amb Nuremberg (2000). També va estar nominat dues vegades als Premi Globus d'Or.
Està casat amb Carol Abrams amb la qui ha tingut dos fills, J.J. Abrams i Tracy Abrams. La seva parella i ambdós fills treballen en la indústria de l'audiovisual.